# Eri Johnson
Eri Johnson, właściwie Eriovaldo Johnson Araújo Oliveira (ur. 22 grudnia 1961 w Rio de Janeiro) – brazylijski aktor telewizyjny, teatralny i filmowy.

## Wybrana filmografia

### Telenowele
- 1986: Nadciśnienie (Hipertensão) jako Juca
- 1987: Hula-hoop (Bambolê) jako Canguru
- 1988: Wet za wet (Olho por Olho) jako Casca
- 1990: Wynajem brzucha (Barriga de Aluguel) jako Lulu
- 1992: Ciało i dusza (De Corpo e Alma) jako Reginaldo Freitas
- 1993: Złote marzenia (Sonho Meu) jako Giácomo Madureira
- 1995: Serce eksploduje (Explode Coração) jako Adilson Mewa
- 1996: Underdog (Vira Lata) jako Ralph
- 1998: Pecado Capital jako Tenorinho/Marcelo
- 1999: Wielki hit (Tiro e Queda) jako Pão Doce
- 2001: Klon (O Clone) jako Ligeirinho
- 2005: Ameryka (América) jako Valdomiro
- 2006: Węże i jaszczurki (Cobras & Lagartos) jako Frei Paulo / Búfalo
- 2007: Dwie twarze (Duas Caras) jako Zé da Feira (José Carlos Caó dos Santos)
- 2010: Trening (Malhação ID) jako Anselmo
- 2011: Cienki wzór (Fina Estampa) jako Gigante

### Miniseriale TV
- 1990: Pragnienie (Desejo) jako Reporter
- 1995: Engraçadinha: Ich miłość i grzechy (Engraçadinha: Seus Amores e Seus Pecados) jako Raimundo Pessoa

### Seriale TV
- 1996: Talent łowcy (Caça Talentos) jako Órion
- 2000: Twoja decyzja (Você Decide) jako Juca
- 2004: Sob Nova Direção - odc. Jego syn, mój skarb (Seu Filho, Meu Tesouro)
- 2004: A Diarista jako Carlos Sérgio
- 2007: Sítio do Picapau Amarelo jako Arlindo Orlando
- 2008: Przypadki i szanse (Casos e Acasos) jako Miguel
- 2008: Wojna i pokój (Guerra e Paz) - odc. Światło i mrok (Luz & Trevas)

### Programy TV
- 1978: Programa Carlos Imperial jako Travolta Tupiniquim
- 1990: Mała szkoła profesora Raimundo (Escolinha do Professor Raimundo) jako Bebeto
- 1991: Profesor specjalny małej szkoły Raimundo (Especial Escolinha do Professor Raimundo - 25 Anos dos Trapalhões) jako Mazarito
- 2002: Super Show Barateiro
- 2009: Xuxa Christmas Special jako Próspero
- 2010: Podobnie jak syn, tak i ojciec (Tal Filho, Tal Pai) jako Eduardo
- 2013: Zorra Totat jako Bêbado

### Filmy fabularne
- 1988: Romans z Maid (Olho por Olho)
- 1998: Przygoda z Zico (Uma Aventura do Zico) jako Demetriusz
- 2008: Seks z miłości? (Sexo com Amor?) jako Pedro